# Flutianil
Flutianil ist eine chemische Verbindung aus der Gruppe der Thiazolidine.

## Gewinnung und Darstellung
Flutianil kann durch mehrstufige Reaktion ausgehend von einem geeigneten substituierten Anilin gewonnen werden. Diazotierung und Umsetzung des Diazoniumsalzes in ein Dithiocarbonat führt zu einem Zwischenprodukt, welches entschützt und zu einem Nitril cyanomethyliert wird. Umsetzung mit 2-Methoxyphenylisothiocyanat führt zu einem weiteren Zwischenprodukt, dass letztendlich mit 1,2-Dibromethan zyklisiert wird.

## Eigenschaften
Flutianil ist ein weißer Feststoff, der praktisch unlöslich in Wasser ist.

## Verwendung
Flutianil wird als Fungizid verwendet und wurde im Juli 2008 von Otsuka auf den Markt gebracht.

## Sicherheitshinweise
Flutianil wurde vor der harmonisierten Einstufung bezüglich einer Einstufung mit Verdacht auf krebserzeugende Wirkung und Reproduktionstoxizität diskutiert (H351 und H361).